# محوطه طاق گاورین ۱
محوطه طاق گاورین ۱ مربوط به هزاره چهارم (پیش از میلاد) ـ کالکولیتیک (مس‌سنگی) است و در شهرستان چرداول، بخش مرکزی، دهستان شباب، روستای طاق گاورین واقع شده است. این اثر در تاریخ ۳۰ دی ۱۳۸۵ با شمارهٔ ثبت ۱۶۸۹۰ به عنوان یکی از آثار ملی ایران به ثبت رسیده است.